# Meizoglossa
Meizoglossa là một chi bướm đêm thuộc họ Noctuidae.